# Plivot
Plivot ist eine französische Gemeinde mit 751 Einwohnern (Stand 1. Januar 2022) im Département Marne in der Region Grand Est. Sie gehört zum Kanton Épernay-2 und zum Arrondissement Épernay. 

## Geografie
Die Gemeinde Plivot liegt am Fluss Tarnauds, etwa zehn Kilometer östlich von Épernay. Nachbargemeinden sind Aÿ-Champagne im Norden, Athis im Osten, Les Istres-et-Bury im Südosten, Flavigny im Südwesten und Oiry im Westen. In Plivot befindet sich der Flugplatz Épernay-Plivot.

## Bevölkerungsentwicklung
| Jahr      | 1962 | 1968 | 1975 | 1982 | 1990 | 1999 | 2008 | 2018 |
| --------- | ---- | ---- | ---- | ---- | ---- | ---- | ---- | ---- |
| Einwohner | 408  | 414  | 436  | 467  | 518  | 634  | 742  | 744  |

## Sehenswürdigkeiten
- Kirche Saint-Quentin, Monument historique seit 1911

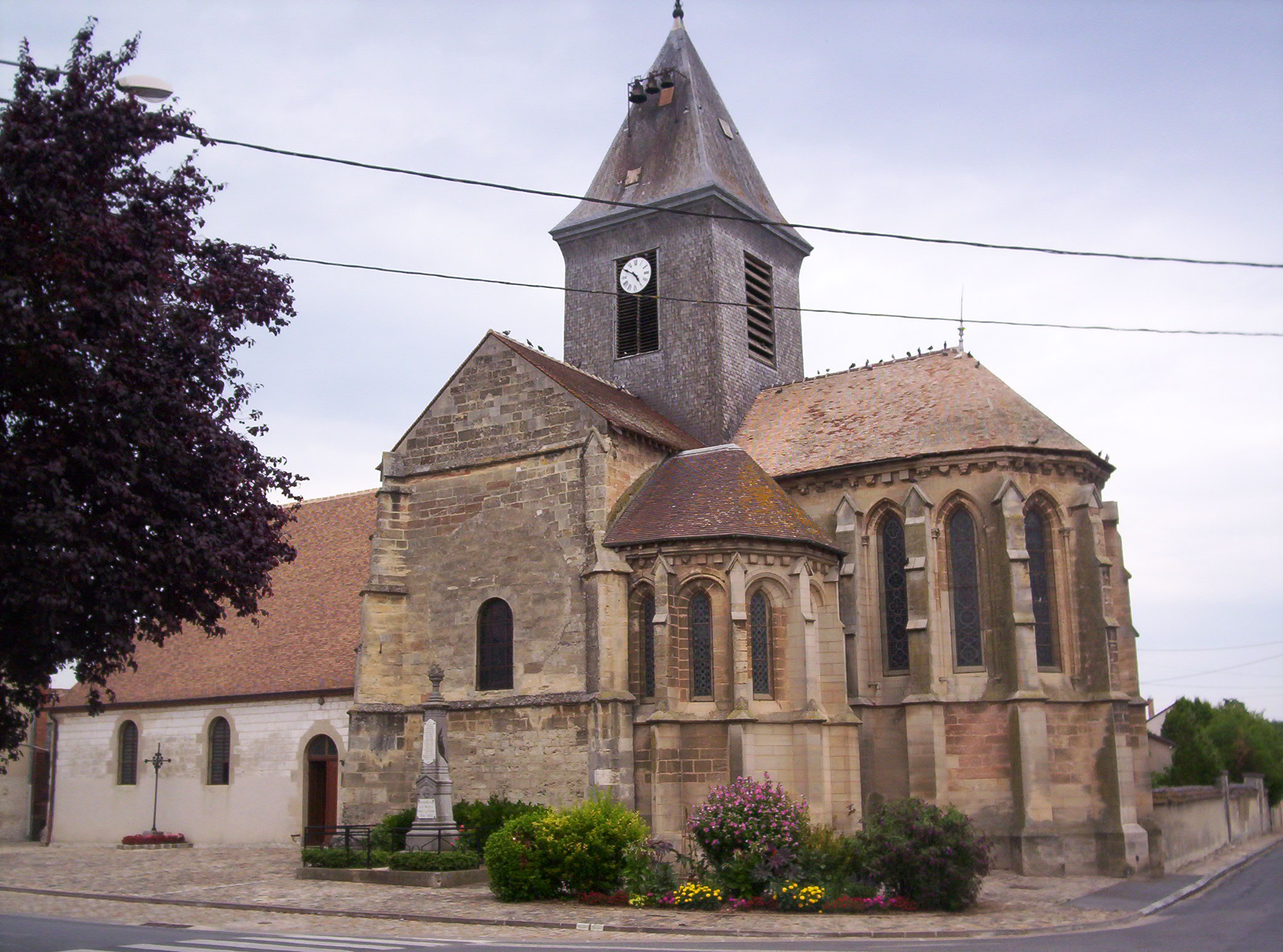
Kirche Saint-Quentin